# Пиццьоль, Беньямино
Беньямино Пиццьоль (итал. Beniamino Pizziol; род. 15 июня 1947 года, Каваллино-Трепорти, провинция Венеция, Венето) — итальянский прелат. Титулярный епископ Аемоны и вспомогательный епископ Венеции с 5 января 2008 по 16 апреля 2011. Епископ Виченцы с 16 апреля 2011.

## Семья, детство, образование
Отец — Витторио, муниципальный служащий. Мать — Олинда Тревизан, домохозяйка.
В 9 лет родители отдали его на обучение в семинарию, он закончил школы и в течение 5 лет изучал богословие.

## Церковное служение
3 декабря 1972 года рукоположён в сан священника в Венеции. В октябре 1987 года он был назначен приходским священником в приходе Сан-Тровазо в Венеции, организованного в качестве «университетского прихода» с задачей, наряду с двумя другими священниками, продолжать преподавание учения католической религии в лицее, что он и продолжал делать до 1996 года.
5 января 2008 года назначен вспомогательным епископом Венеции и Титулярным епископом Аемоны. 24 февраля 2008 года рукоположён в епископы. С января 2002 года по июнь 2011 года — генеральный викарий епархии Венеции.
16 апреля 2011 года назначен епископом Виченцы, а 19 июня вступил в должность. С 8 сентября 2011 года по 31 января 2012 года — апостольский администратор Венеции